# 浦安站 (千葉縣)
浦安站（日语：／ Urayasu eki */?）是一個位於千葉縣浦安市北榮一丁目，屬於東京地下鐵東西線的鐵路車站。車站編號是T 18。

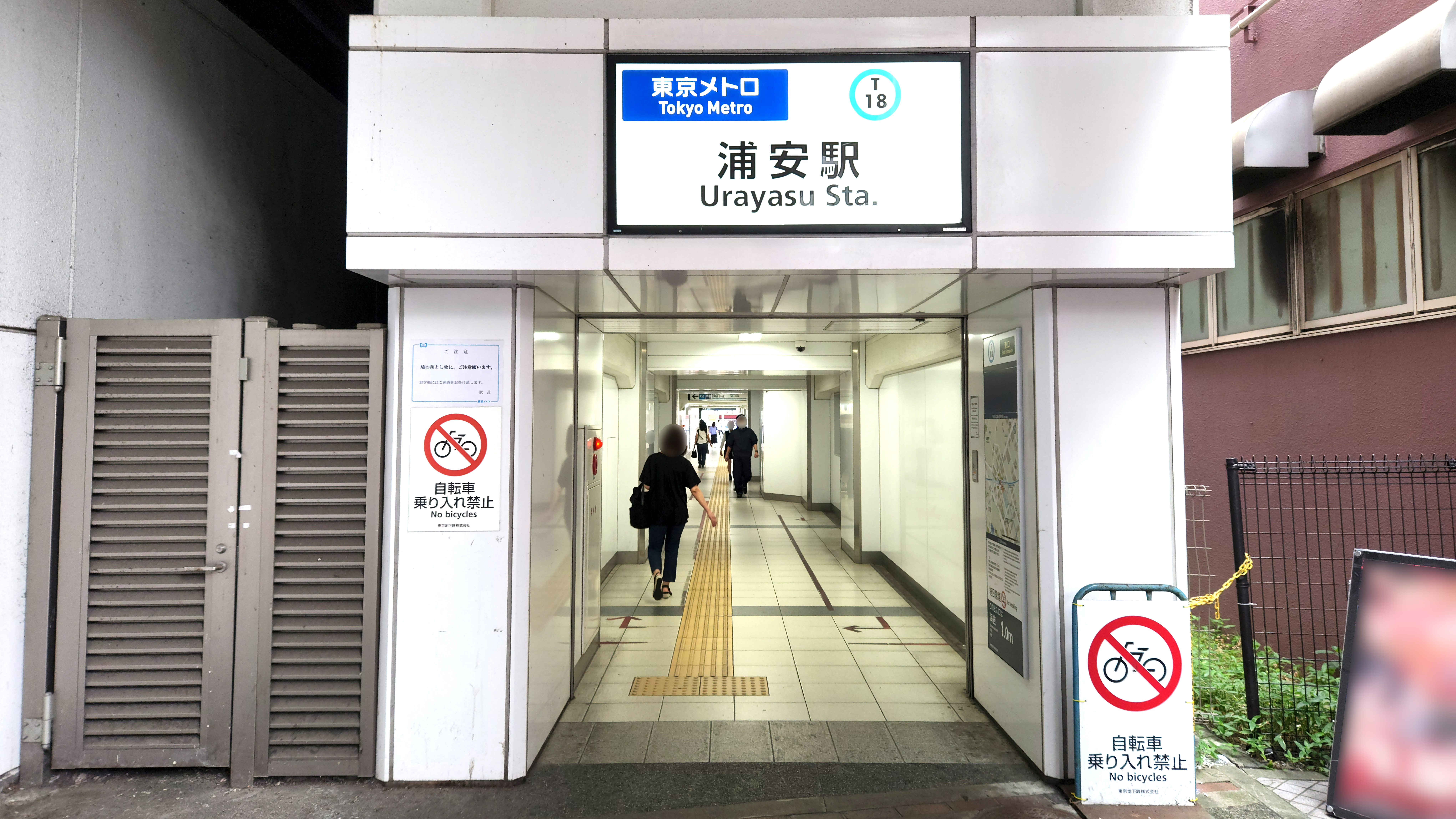
東口（2022年7月）

## 歷史
- 1969年（昭和44年）3月29日：開業。在此之前被譽為陸上孤島的東葛飾郡（日语：東葛飾郡）浦安町，以後急速成為臥城。開業當時，快速列車通過此站。
- 1975年（昭和50年）6月：平日日間與假日快速列車停靠此站。
- 1981年（昭和56年）4月1日：浦安町實施市制，成為浦安市。
- 1983年（昭和58年）4月15日：浦安市舞濱（日语：舞浜）開設東京迪士尼樂園。當時在此站附近的浦安巴士總站開行路線巴士（日语：路線バス）進行聯絡輸送。
- 1986年（昭和61年）3月：平日早上繁忙時段的往日本橋、大手町、中野方向的快速在此站起各站停車。
- 1988年（昭和63年）12月1日：東日本旅客鐵道（JR東日本）京葉線的舞濱站開業。東京迪士尼下車站的機能轉移至舞濱站。
- 1996年（平成8年）3月16日：快速所有列車停靠此站，東陽町站－西船橋站間無停車的快速停運。同時往日本橋、大手町方向的此站起各站停車的快速作為「通勤快速」運行。
- 2004年（平成16年）4月1日：帝都高速度交通營團（營團地下鐵）民營化，此站由東京地下鐵繼承。
- 2011年（平成23年）
  - 1月：開業後40年餘已經老化的站舍開始進行大規模改善工程。
  - 7月：廁所改建工程開工。
- 2012年（平成24年）
  - 3月1日：翻新男性用、女性用廁所啟用。
  - 4月：翻新多機能廁所啟用。
- 2013年（平成25年）2月：大規模改善工程完成。是東京地下鐵成立後首個大規模改善工程[2]。

### 站名由來
來自於行政地名浦安町。

## 車站構造
本站為側式月台2面2線之高架車站。作為快速停靠站，僅平日早晨尖峰時刻行駛、往中野方向的通勤快速從本站起停靠全部車站。從開業至1975，快速皆不停包含本站在內的東陽町 - 西船橋區間各站。
本站是站務管區所在站，管理浦安站務管區浦安地域、東陽町地域、行德地域。

### 月台配置
| 月台 | 路線   | 目的地                         |
| ---- | ------ | ------------------------------ |
| 1    | 東西線 | 西船橋、津田沼、東葉勝田台方向 |
| 2    | 東西線 | 日本橋、大手町、中野、三鷹方向 |

（來源：東京地下鐵:構內圖 （页面存档备份，存于））

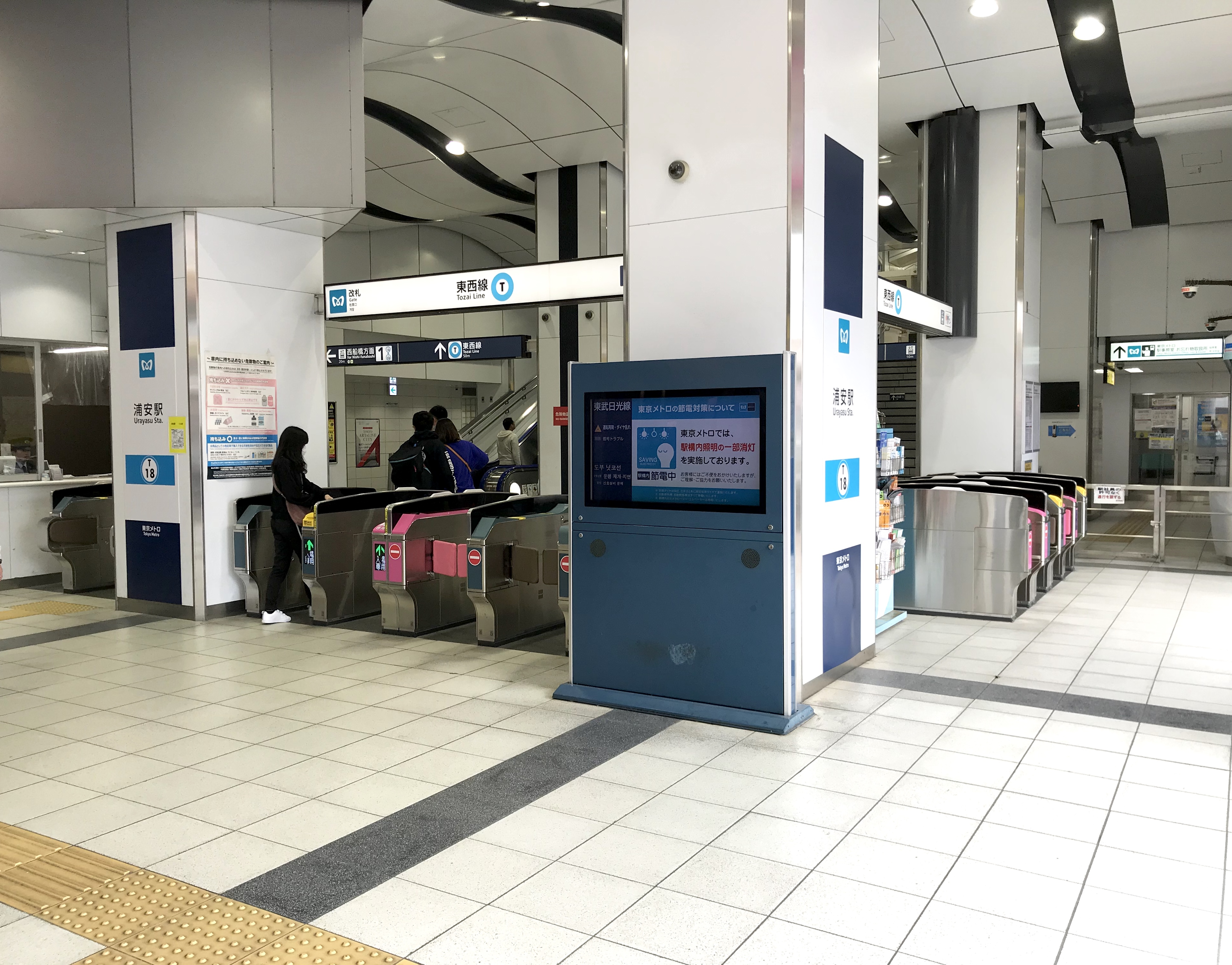
驗票口（2018年11月）
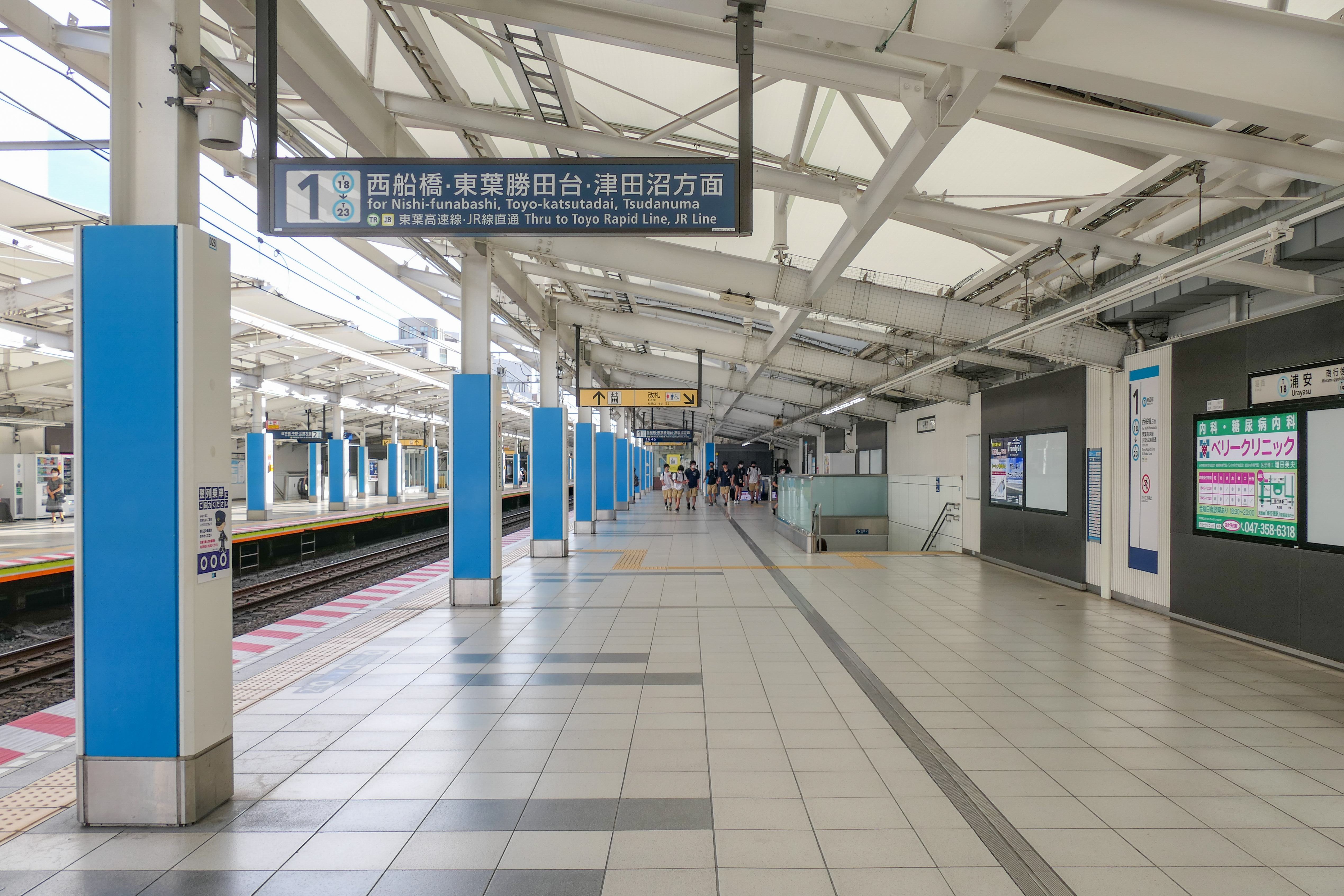
1號月台（2022年7月）
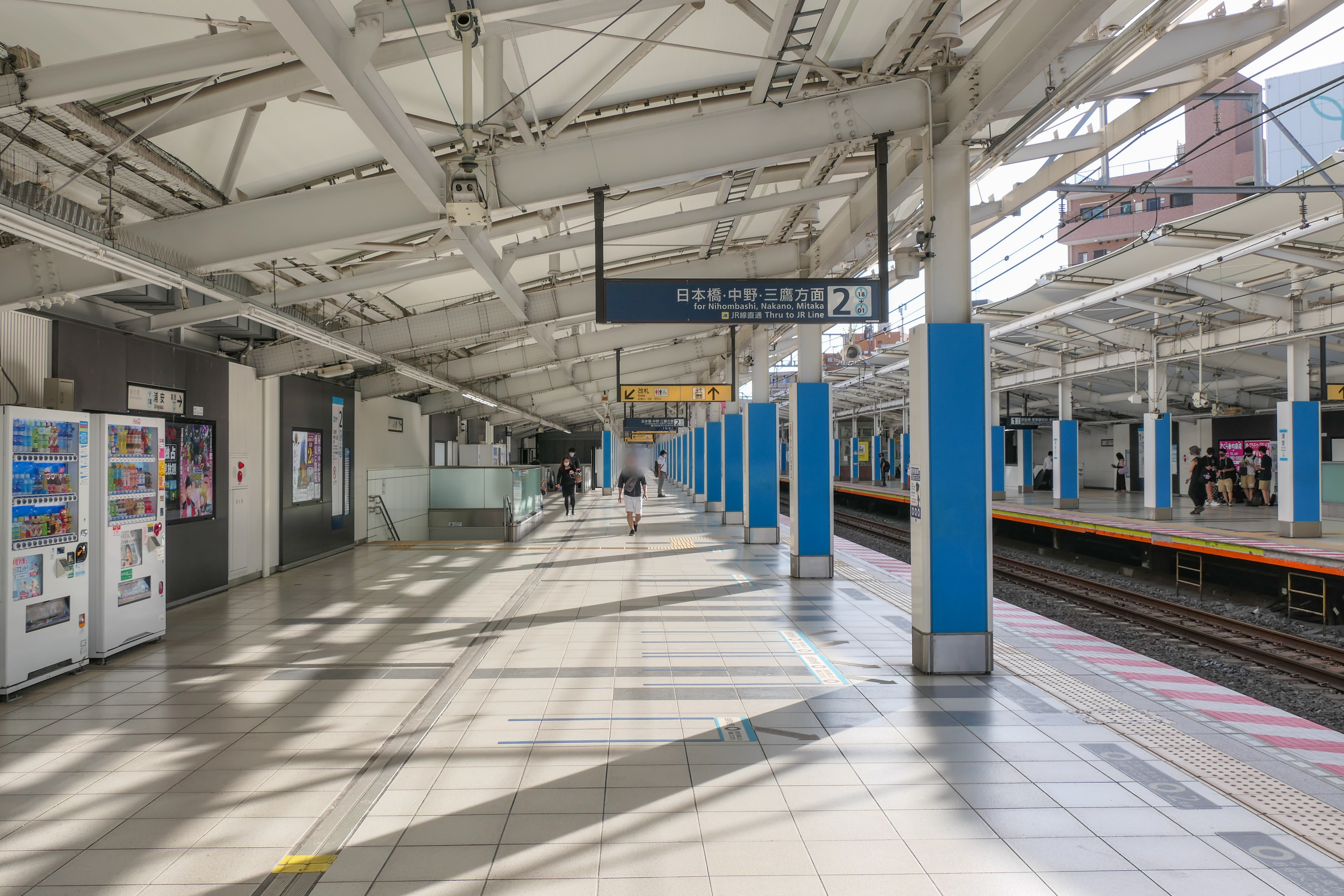
2號月台（2022年7月）

## 利用狀況
2017年度1日平均上下車人次為82,018人，在東京地下鐵全部130個車站當中排名第52位。雖是快速停車站，但使用人數比相鄰的葛西站、西葛西站還少（兩站皆是快速通過站）。
近年1日平均上下車、上車人次變化如下表。
| 年度               | 1日平均 上下車人次 | 1日平均 上車人次 | 來源     |
| ------------------ | ------------------ | ---------------- | -------- |
| 1975年（昭和50年） |                    | 20,394           | [ * 1 ]  |
| 1976年（昭和51年） |                    | 22,477           | [ * 2 ]  |
| 1977年（昭和52年） |                    | 25,086           | [ * 3 ]  |
| 1978年（昭和53年） |                    | 27,521           | [ * 4 ]  |
| 1979年（昭和54年） |                    | 31,106           | [ * 5 ]  |
| 1980年（昭和55年） |                    | 34,963           | [ * 6 ]  |
| 1981年（昭和56年） |                    | 34,285           | [ * 7 ]  |
| 1982年（昭和57年） |                    | 37,172           | [ * 8 ]  |
| 1983年（昭和58年） |                    | 48,684           | [ * 9 ]  |
| 1984年（昭和59年） |                    | 49,738           | [ * 10 ] |
| 1985年（昭和60年） |                    | 53,003           | [ * 11 ] |
| 1986年（昭和61年） |                    | 55,289           | [ * 12 ] |
| 1987年（昭和62年） |                    | 59,621           | [ * 13 ] |
| 1988年（昭和63年） |                    | 60,786           | [ * 14 ] |
| 1989年（平成元年） |                    | 45,087           | [ * 15 ] |
| 1990年（平成02年） |                    | 39,244           | [ * 16 ] |
| 1991年（平成03年） |                    | 38,523           | [ * 17 ] |
| 1992年（平成04年） |                    | 38,430           | [ * 18 ] |
| 1993年（平成05年） |                    | 37,864           | [ * 19 ] |
| 1994年（平成06年） |                    | 36,902           | [ * 20 ] |
| 1995年（平成07年） |                    | 35,896           | [ * 21 ] |
| 1996年（平成08年） |                    | 35,379           | [ * 22 ] |
| 1997年（平成09年） | 68,741             | 35,182           | [ * 23 ] |
| 1998年（平成10年） |                    | 35,604           | [ * 24 ] |
| 1999年（平成11年） |                    | 35,151           | [ * 25 ] |
| 2000年（平成12年） |                    | 35,057           | [ * 26 ] |
| 2001年（平成13年） |                    | 35,017           | [ * 27 ] |
| 2002年（平成14年） |                    | 34,947           | [ * 28 ] |
| 2003年（平成15年） | 68,945             | 34,802           | [ * 29 ] |
| 2004年（平成16年） | 70,276             | 34,805           | [ * 30 ] |
| 2005年（平成17年） | 71,019             | 35,261           | [ * 31 ] |
| 2006年（平成18年） | 72,791             | 36,190           | [ * 32 ] |
| 2007年（平成19年） | 75,414             | 37,276           | [ * 33 ] |
| 2008年（平成20年） | 75,952             | 37,820           | [ * 34 ] |
| 2009年（平成21年） | 74,568             | 37,287           | [ * 35 ] |
| 2010年（平成22年） | 74,749             | 37,268           | [ * 36 ] |
| 2011年（平成23年） | 73,021             | 36,508           | [ * 37 ] |
| 2012年（平成24年） | 73,654             | 36,842           | [ * 38 ] |
| 2013年（平成25年） | 75,467             | 37,736           | [ * 39 ] |
| 2014年（平成26年） | 76,016             | 37,897           | [ * 40 ] |
| 2015年（平成27年） | 78,150             | 38,936           | [ * 41 ] |
| 2016年（平成28年） | 80,523             | 40,099           | [ * 42 ] |
| 2017年（平成29年） | 82,018             |                  |          |

## 車站周邊
車站開業時並不在浦安舊市區（元町），但之後在市區擴張之後，已成為浦安市的中心市區。
站前圓環狹窄，巴士站距離車站稍遠，改善成為本站的長年課題。另外，車站周邊也有再開發的構想。
- 浦安市中央公民館
  - 浦安市立圖書館貓實分館
- 浦安市當代島公民館
  - 浦安市立圖書館當代島分館
- 東京灣浦安市川醫療中心（日语：東京ベイ・浦安市川医療センター）
- 浦安貓實四郵便局
- FM U-LaLa（日语：エフエム浦安）
- 西友浦安店
  - 浦安市役所浦安站前行政服務中心
- 浦安Beaufort賓館
- 浦安魚市場
- 浦安橋（日语：浦安橋）（舊江戶川（日语：旧江戸川）） - 河川對岸是東京都江戶川區。

## 巴士路線
- 東京灣城市交通（日语：東京ベイシティ交通）
  - 系統1]：浦安高校（日语：千葉県立浦安高等学校）、新浦安站
  - 系統2：新浦安站北口、順天堂醫院（日语：順天堂大学医学部附属浦安病院）、千鳥車庫、舞濱站
  - 系統3：明海大學、Marina East 21（マリナイースト21）、了德寺大學（海風之街、夢海之街、望海之街）、新浦安溫泉、日之出南（日语：日の出 (浦安市)）
  - 系統4：浦安市役所入口、順天堂醫院、舞濱站、東京迪士尼樂園
  - 系統5：東海大浦安高校（日语：東海大学付属浦安中学校・付属浦安高等学校）、新浦安站
  - 系統6：浦安市役所、東海大浦安高校、新浦安站
  - 系統7：南行德站
  - 系統8：浦安市役所入口、順天堂醫院、東京迪士尼海洋、舞濱站、東京迪士尼樂園
  - 系統11：新浦安站、日之出南
  - 系統12：浦安市役所入口、順天堂醫院、東京迪士尼海洋、舞濱渡假區飯店、舞濱站
  - 系統18：新浦安站、夢海之街、潮音之街、高洲海濱公園
- 京成Transit Bus（日语：京成トランジットバス）
  - 浦安01：行德站
  - 浦安02：行德站、本八幡站
  - 浦安05：市川鹽濱站
- 浦安市社區巴士「散步巴士」（おさんぽバス）
  - 醫療中心線：東京灣醫療中心方向／浦安市役所、新浦安站方向

- 7系統（南行德線）與散步巴士（醫療中心線）停靠「浦安站」巴士站，其他停靠千葉縣道242號浦安停車場線（日语：千葉県道242号浦安停車場線）（柳通）的「浦安站入口」巴士站。
- 在舞濱站開業以前，浦安站入口巴士站名為「浦安巴士總站」。

## 今後計畫
2012年度東京地下鐵事業計畫中，規劃在東西線地面車站6站月台屋頂加設太陽能發電系統。本站預定設置自然採光屋頂（膜結構）、LED式標誌系統、LED照明更新、外牆綠化等

## 相鄰車站
東京地下鐵
 東西線
■快速
東陽町（T 14）－浦安（T 18）－西船橋（T 23）
■通勤快速（葛西側自此站起各站停車）
葛西（T 17） ← 浦安（T 18） ← 西船橋（T 23）
■各站停車
葛西（T 17）－浦安（T 18）－南行德（T 19）

### 來源
千葉縣統計年鑑
1. ↑  .   [2019-01-08]. （原始内容存档于2020-01-08）.
2. ↑  .   [2019-01-08]. （原始内容存档于2020-01-08）.
3. ↑  .   [2019-01-08]. （原始内容存档于2020-01-08）.
4. ↑  .   [2019-01-08]. （原始内容存档于2020-01-08）.
5. ↑  .   [2019-01-08]. （原始内容存档于2020-01-08）.
6. ↑  .   [2019-01-08]. （原始内容存档于2020-01-08）.
7. ↑  .   [2019-01-08]. （原始内容存档于2020-01-08）.
8. ↑  .   [2019-01-08]. （原始内容存档于2020-01-08）.
9. ↑  .   [2019-01-08]. （原始内容存档于2020-01-08）.
10. ↑  .   [2019-01-08]. （原始内容存档于2020-01-08）.
11. ↑  .   [2019-01-08]. （原始内容存档于2020-01-08）.
12. ↑  .   [2019-01-08]. （原始内容存档于2020-01-08）.
13. ↑  .   [2019-01-08]. （原始内容存档于2020-01-08）.
14. ↑  .   [2019-01-08]. （原始内容存档于2020-01-08）.
15. ↑  .   [2019-01-08]. （原始内容存档于2020-01-08）.
16. ↑  .   [2019-01-08]. （原始内容存档于2020-01-08）.
17. ↑  .   [2019-01-08]. （原始内容存档于2020-01-08）.
18. ↑  .   [2017-04-03]. （原始内容存档于2016-08-26）.
19. ↑  .   [2017-04-03]. （原始内容存档于2016-08-26）.
20. ↑  .   [2017-04-03]. （原始内容存档于2016-08-26）.
21. ↑  .   [2017-07-20]. （原始内容存档于2016-08-26）.
22. ↑  .   [2017-07-20]. （原始内容存档于2016-08-26）.
23. ↑  .   [2017-07-20]. （原始内容存档于2016-08-26）.
24. ↑  .   [2017-04-03]. （原始内容存档于2016-08-26）.
25. ↑  .   [2017-04-03]. （原始内容存档于2017-09-30）.
26. ↑  .   [2017-04-03]. （原始内容存档于2017-09-30）.
27. ↑  .   [2017-04-03]. （原始内容存档于2017-09-30）.
28. ↑  .   [2017-04-03]. （原始内容存档于2017-09-30）.
29. ↑  .   [2017-04-03]. （原始内容存档于2017-09-30）.
30. ↑  .   [2017-04-03]. （原始内容存档于2017-09-30）.
31. ↑  .   [2017-04-03]. （原始内容存档于2016-08-26）.
32. ↑  .   [2017-04-03]. （原始内容存档于2016-08-26）.
33. ↑  .   [2017-04-03]. （原始内容存档于2017-08-30）.
34. ↑  .   [2017-04-03]. （原始内容存档于2017-08-30）.
35. ↑  .   [2017-04-03]. （原始内容存档于2017-08-30）.
36. ↑  .   [2017-04-03]. （原始内容存档于2017-08-30）.
37. ↑  .   [2017-04-03]. （原始内容存档于2017-08-30）.
38. ↑  .   [2017-04-03]. （原始内容存档于2017-08-30）.
39. ↑  .   [2017-04-03]. （原始内容存档于2017-08-11）.
40. ↑  .   [2017-04-03]. （原始内容存档于2017-08-11）.
41. ↑  .   [2019-01-08]. （原始内容存档于2017-08-11）.
42. ↑  .   [2019-01-08]. （原始内容存档于2020-04-24）.

## 外部連結
- 浦安/T18 | 路線・車站資訊 | 東京地下鐵